# Ибрин понор
Ибрин понор је повремени речни ток и понорница сезонског карактера, дужине 1,8km, површине слива 1,5km². Настаје спајањем мањих повремених токова северно од Копане Главице, на западним обронцима Мироча.
Након тока по вододржљивим пешчарима и глинцима доњокредне старости, понире у горњојурске кречњаке на 350 м.н.в. Воде понора формирале су истоимену пећину дужине 855m, дубине 239m. Пећина је једноставне морфологије, са једним каналом у коме доминирају ерозиони облици и вертикални сегменти и то од самог улаза. Пећински накит се јавља само местимично. Пећина се завршава акумулацијом глине, смештеном близу нивоа сталних карстних подземних вода.